# Leonard Jägerskiöld

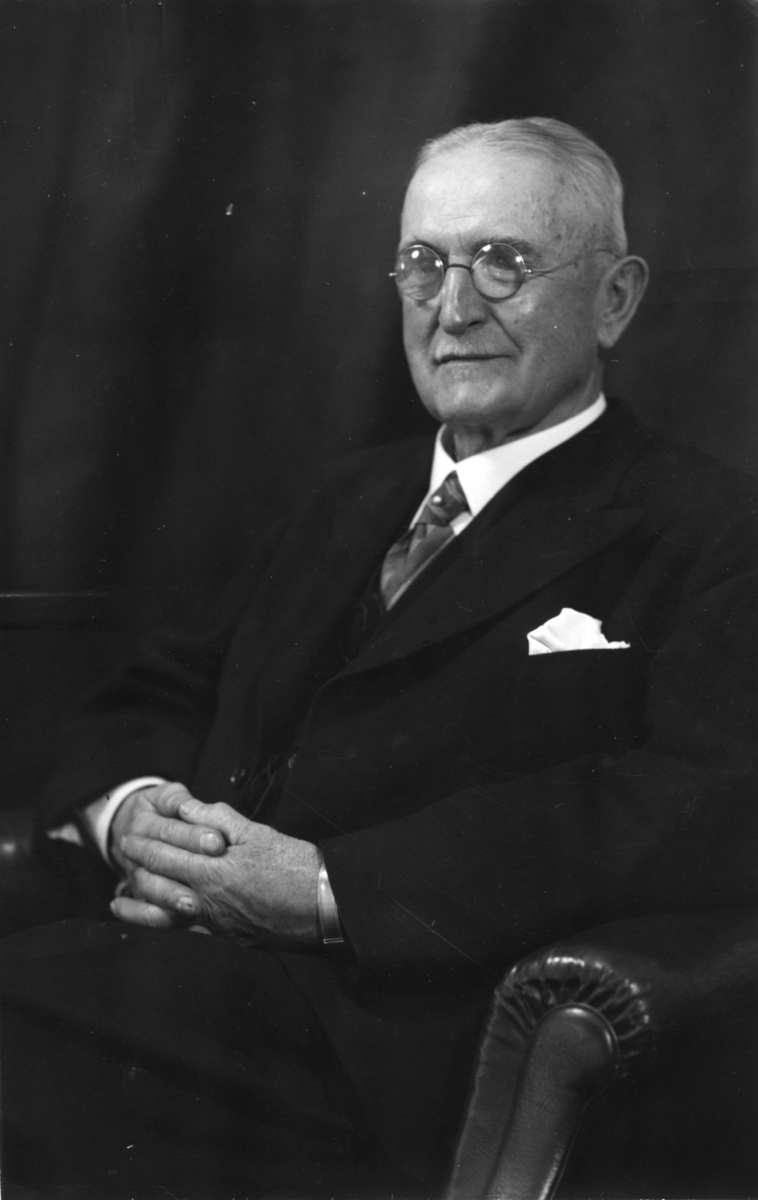
Leonard Jägerskiöld, 1942.

Axel Krister Edward Leonard Jägerskiöld, född 12 november 1867 på Mejlans egendom, Helsinge socken, Nyland, död 4 augusti 1945 i Värö församling, Halland, var en svensk zoolog.

## Biografi
L.A. Jägerskiöld var son till Gustaf Jägerskiöld (1831–71), en kapten i den ryska flottan som medverkade i expeditionen som grundade Vladivostok, och själv far till Stig Jägerskiöld. Gift 17 september 1891 med finska friherrinnan Sylvia Margaretha Vivica Hisinger född i adelsätten Hisinger.
Han kom till Stockholm 1874, när hans mor gifte om sig med sin syssling hovrättsrådet A. H. Ramsay. Under skolåren sysslade han mycket med jakt och segling, skidåkning och långpromenader. Han fick tidigt ett intresse för naturföreteelser. År 1887 flyttade hon tillsammans med sin mor till Uppsala efter att hon återigen blivit änka. Han väckte bland annat uppmärksamhet som en av Uppsalas första skidåkare. Jägerskiöld blev filosofie doktor och docent vid Uppsala universitet 1893. Sin doktorsavhandling ägnade han åt spolmaskar (ascarider) i marina däggdjur. År 1910 blev han efter en ögonsjukdom blind på ena ögat, varför han istället för arbete med mikroskop blev fältzoolog. Han gjorde flera studie- och insamlingsresor, såsom 1900–1901 till Egypten, Sudan och Sinaihalvön. Åren 1922 till 1939 företog han marinbiologiska expeditioner till Kattegatt, Skagerrak, skärgårdarna utanför Bergen och Trondheim samt till havet runt Hebriderna och Shetlandsöarna.
År 1904 blev Jägerskiöld intendent vid Göteborgs museum och år 1907 docent i zoologi och djurgeografi vid Göteborgs högskola.
| ”                          | Göteborg åtnjöt i kulturella kretsar sedan gammalt ett stadgat anseende. Under senare hälften av 1800-talet hade snart sagt varje svensk expedition eller annat vetenskapligt företag fått större eller mindre bidrag av stadens storköpmän. Den sista av A.E. Nordenskiölds resor - den till Grönland - hade helt bekostats av Oscar Dickson, för att endast nämna ett exempel bland många. En högskola hade vuxit fram tack vare frikostiga gåvor. Konsten ägde många gynnare. | „ |
| – Jägerskiöld 1943, s. 299 | |   |

År 1912 erhöll Jägerskiöld professors titel. Han bidrog mycket till utvecklingen av Göteborgs naturhistoriska museum. Efter mödor och många turer under vilka han bland annat hotade att ta avsked, fick han till slut sin vilja igenom att förlägga museet till Slottsskogen. I sina memoarer ger han en inblick i arbetet.
| ”                           | Arbetet med ritningarna hade börjat sommaren 1914. Det var meningen att det hela skulle stå färdigt till Göteborgs jubileumsutställning, som var avsedd att gå av stapeln 1921. Men bygget hade fördröjts på alla vis. Dyrtid, strejker, lockout, varubrist, upprivna kontrakt o.s.v. utan all ända. Det blev bråttom på slutet. Flyttningen kunde ej ta vid förrän i oktober 1921. Därtill behövdes något tusental lådor. Grosshandlare Janne Claësson lånade oss massor av tomma fisklådor gratis, och så var det bekymret över. ... Min tid gick åt till ledning och övervakning av det hela. Dessutom voro mina ögon just då så angripna, att jag svårligen kunde göra något detaljarbete. Dessbättre, hade jag så när skrivit, ty då hade jag sannolikt förlorat översikten och drunknat i småsaker. | „ |
| – Jägerskiöld 1943, s. 342f | |   |

Den 9 juli 1923 stod museet färdigt och skulle öppnas dagen därpå. "Den natten blev en av mina få helt sömnlösa."  Som ordförande i Svenska naturskyddsföreningens Göteborgskommitté gjorde han stora insatser för att rädda de fossila skalbankarna vid Uddevalla.
Jägerskiöld behandlade i talrika arbeten huvudsakligen sug- och rundmaskar och fåglar samt djurgeografiska frågor. Han utgav också en del populärvetenskapliga skrifter som Nordens fåglar (med Gustaf Kolthoff 1895-99) samt Sveriges djurvärld (med Einar Lönnberg och Gottfrid Adlerz). Under 1890-talet var han Sveriges ende akademiskt utbildade ornitolog.
Jägerskiöld tillhörde inte föreningen Verdandi, men stod den mycket nära; Hjalmar Öhrvall räknades till hans närmaste vänner. I och med Upsala Nya Tidnings hållning under finska inbördeskriget sålde han sina aktier i tidningen i protest. Han erhöll Frihetskorset av tredje klass 1918. En av hans söner offrade också sitt liv under slaget om Tammerfors den 3 april 1918.
Jägerskiöld tillhörde i Göteborg det så kallade Lördagslaget, som samlades om lördagarna bland annat för att dryfta politiska frågor. Sällskapet räknade även bland andra Henrik Almstrand, Axel Romdahl, Ernst Hagelin, Otto Sylwan, Ludvig Stavenow, Erik Björkman, Evald Lidén, Otto Lagercrantz, Axel Nilsson, Erland Nordenskiöld, Gösta Göthlin, Albert Lilienberg och Peter Lamberg.
År 1941 bosatte sig Jägerskiöld i Djursholm, men återvände ofta till Göteborg för vetenskapligt arbete. Han invaldes 1943 som ledamot nummer 906 av Kungliga Vetenskapsakademien. Hans självbiografi Upplevt och uppnått (1943) ger bidrag till decenniers svensk och finsk kulturhistoria. Han blev i samband med en jaktutflykt 1945 påkörd av ett tåg nära Väröbacka station på västkustbanan norr om Varberg. Vännen Axel Romdahl menade att Jägerskiöld in i det sista gjorde skäl för tillnamnet "Jägarn", som han kallades.
| ”                      | Han var av gammal adel, finländare till börden, men rakt inte finne — den distinktionen i språkbruket höll han på. I hans väsen förenades flera motsatser. Han hade åtnjutit en gammaldags aristokratisk uppfostran och tillägnat sig vad engelsmännen kalla "manners", stil och korrekthet i det yttre uppträdandet. Men han var till statur och temperament en vildman, en viking, med kraftig röst och ett energiskt sätt att röra sin kraftfulla, friluftshärdade kropp. | „ |
| – Romdahl 1951, s. 114 | |   |

Jägerskiöld ligger gravsatt i samma grav som sin krigsdöde son på Örgryte gamla kyrkogård.